# SMS V 161
SMS V 161 byl torpédoborec německé Kaiserliche Marine z období první světové války. Představoval derivát třídy V 150 s turbínovým pohonem. Ve službě byl v letech 1908–1920. Po první světové válce připadl v rámci reparací Velké Británii. Následně byl sešrotován.

## Stavba
Torpédoborec postavila německá loděnice AG Vulcan Stettin ve Štětíně. Stavba byla zahájena roku 1907, na vodu byl spuštěn 21. dubna 1908 a do služby byl přijat v 17. září 1908.

## Konstrukce
Výzbroj představovaly dva 88mm kanóny TK L/30 C/08 a tři 450mm torpédometů se zásobou čtyř torpéd. Pohonný systém tvořily čtyři kotle Marine a dvě parní turbíny AEG-Vulcan o výkonu 14 800 hp, pohánějící dva lodní šrouby. Nejvyšší rychlost dosahovala 32 uzlů. Neseno bylo 166 tun uhlí. Dosah byl 1520 námořních mil při rychlosti čtrnáct uzlů.

## Služba
Na počátku první světové války byl V 161 zařazen pod velením korvetního kapitána Maxe Schultze jako vedoucí loď 6. flotily torpédoborců.